# Autoput A10
Die Autoput A10, auch Autoput Požega–Kotroman genannt, ist eine teilweise geplante, teilweise im Bau befindliche Autobahn in Serbien. Sie soll in Požega beginnen und in westlicher Richtung über Užice bis nach Kotroman an der serbisch-bosnischen Grenze verlaufen. Nach der Verordnung über die Klassifizierung der Nationalstraßen am 12. Oktober 2023 hat die Autobahn die Nummer A10 erhalten.

## Allgemeines
Bei Požega sind derzeit 1,8 km Autobahn im Bau, die an die ebenfalls im Bau befindliche Autoput A2 anschließen soll. Die Fertigstellung ist für 2025 geplant. Der Abschnitt von Pozega bis Kotroman an der serbisch-bosnischen Grenze befindet sich noch in der Planungsphase. Es ist vorgesehen, auf einer Länge von 61 km bis zu 134 Brücken und 27 Tunnel zu errichten aufgrund der gebirgigen Topografie. Der offizielle Beginn der Bauarbeiten für diesen Abschnitt ist noch nicht bekannt.